# Arán de las Casas
Arán de las Casas, noto anche con lo pseudonimo di Arán One (Caracas, 17 marzo 1989), è un cantante, attore, batterista e modello venezuelano, noto per il ruolo di Arán Gutiérrez in Somos tú y yo.

## Biografia
È figlio di Ana Nicole Medina e Cèsar de las Casas ed ha un fratello maggiore.
A sette anni inizia a suonare la batteria. Quando entrò nella scuola di musica formò una band chiamata AFM con cui partecipò ad alcuni concorsi e al festival Nuevas Bandas. Nel 2006 partecipò nel programma Full Gente Nueva.
Nel 2007 fa parte del cast della telenovela Somos tú y yo nel ruolo di Aran Gutiérrez, sia nella prima che nella seconda stagione. Nel 2009 viene confermato per lo stesso ruolo nella telenovela musical spin-off Somos tú y yo: un nuevo dia. Per aver partecipato alle telenovelas vinse un premio nel 2009 durante El Mara Internacional nella categoria come migliore attore giovanile. Nel 2011 partecipa alla versione spagnola di Bailando con las estrellas, vincendolo. Nel 2011 viene scelto come protagonista nella nuova serie di Vladimir Perez, Mágica. Nel 2012 interpreta il ruolo di Héctor nella serie Valgame Dios. Nel 2014 viene confermato per il ruolo di Willy per la serie La virgen de la calle. Sempre nel 2014 inizia il suo tour OneOneshow.

## Vita privata
Dal 2008 ha una relazione con Rosmeri Marval, conosciuta sul set di Somos tú y yo. Si sono sposati sull'isola Margarita in Venezuela, nella chiesa cattolica l'8 ottobre 2016. Il 30 maggio 2019 nasce il primo figlio della coppia, Ian Gael De las Casas Marval.

## Filmografia
- Full gente nueva – programma TV (2006)
- Somos tú y yo – serial TV (2007-2010)
- Somos tú y yo: un nuevo dia – serie TV (2009)
- Bailando con las estrellas – programma TV (2011)
- Mágica – serial TV (2011)
- Válgame Dios – serial TV (2012)
- La virgen de la calle – serial TV (2014)

## Discografia

### Singoli
- 2013 – Ven ven
- 2013 – Tú eres mi amor
- 2014 – Calor
- 2014 – Noche loca
- 2015 – Tus besos
- 2015 – Niña mala
- 2015 – Más allá
- 2017 – Me gusta
- 2017 – Lejos
- 2017 – Se va
- 2017 – Una vez más
- 2017 – VZNLA
- 2018 – Pecar contigo
- 2019 – Estáre para ti

### Colonne sonore
- 2007 – Somos tú y yo
- 2008 – Somos tú y yo 2
- 2009 – Somos tú y yo: un nuevo día

## Riconoscimenti
- El Mara Internacional
  - 2009 – Migliore attore giovanile per Somos tú y yo

## Doppiatori italiani
Nelle versioni in italiano delle opere in cui ha recitato, Arán de las Casas è stato doppiato da:
- Nanni Venditti e Andrea Di Cicco in Somos tú y yo[6]
- Simone Veltroni in Somos tú y yo: un nuevo dia[7]